# Einsiedler Engelweihe

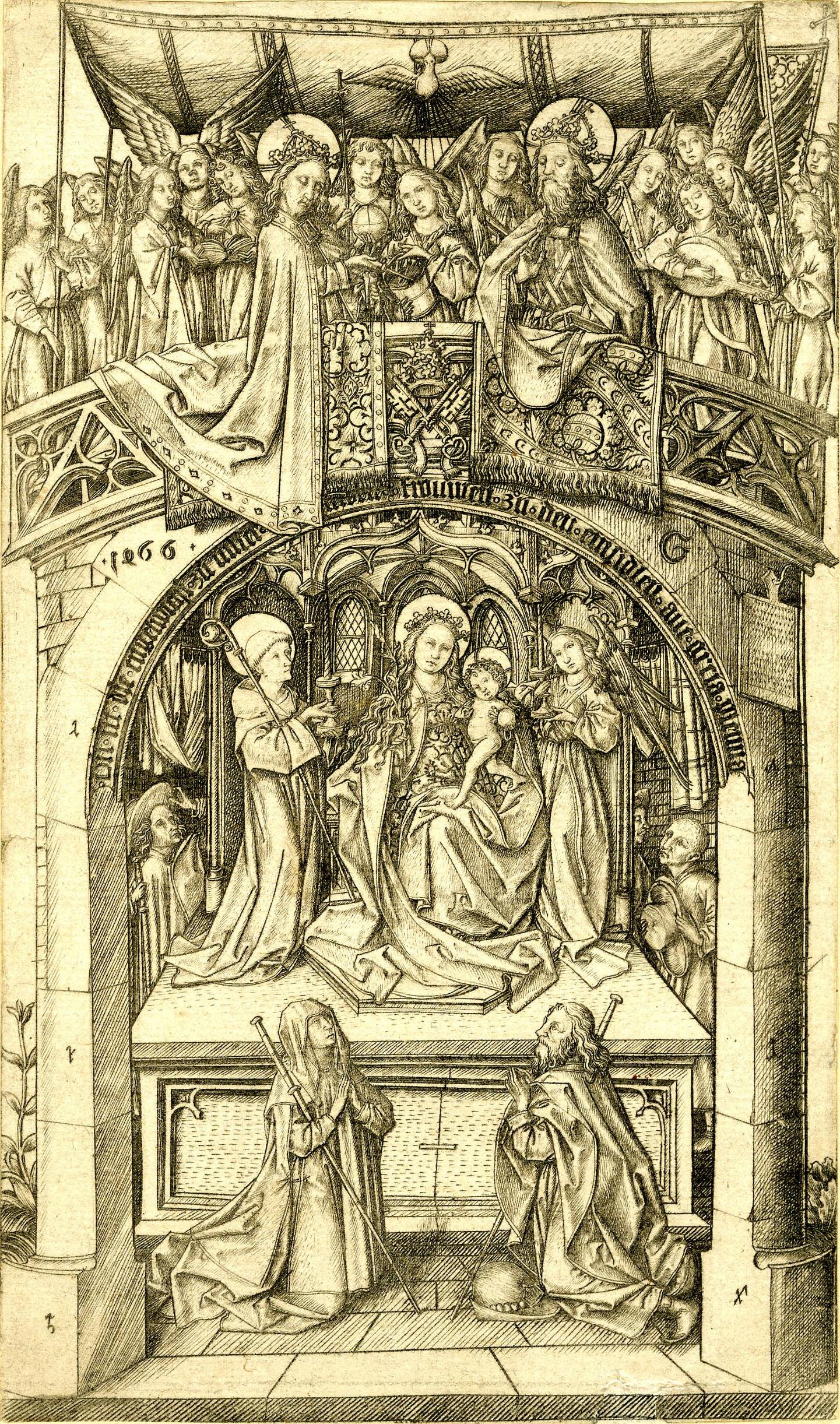
Engelwichi zu den Einsidlen, Kupferstich des Meisters E. S., 1466

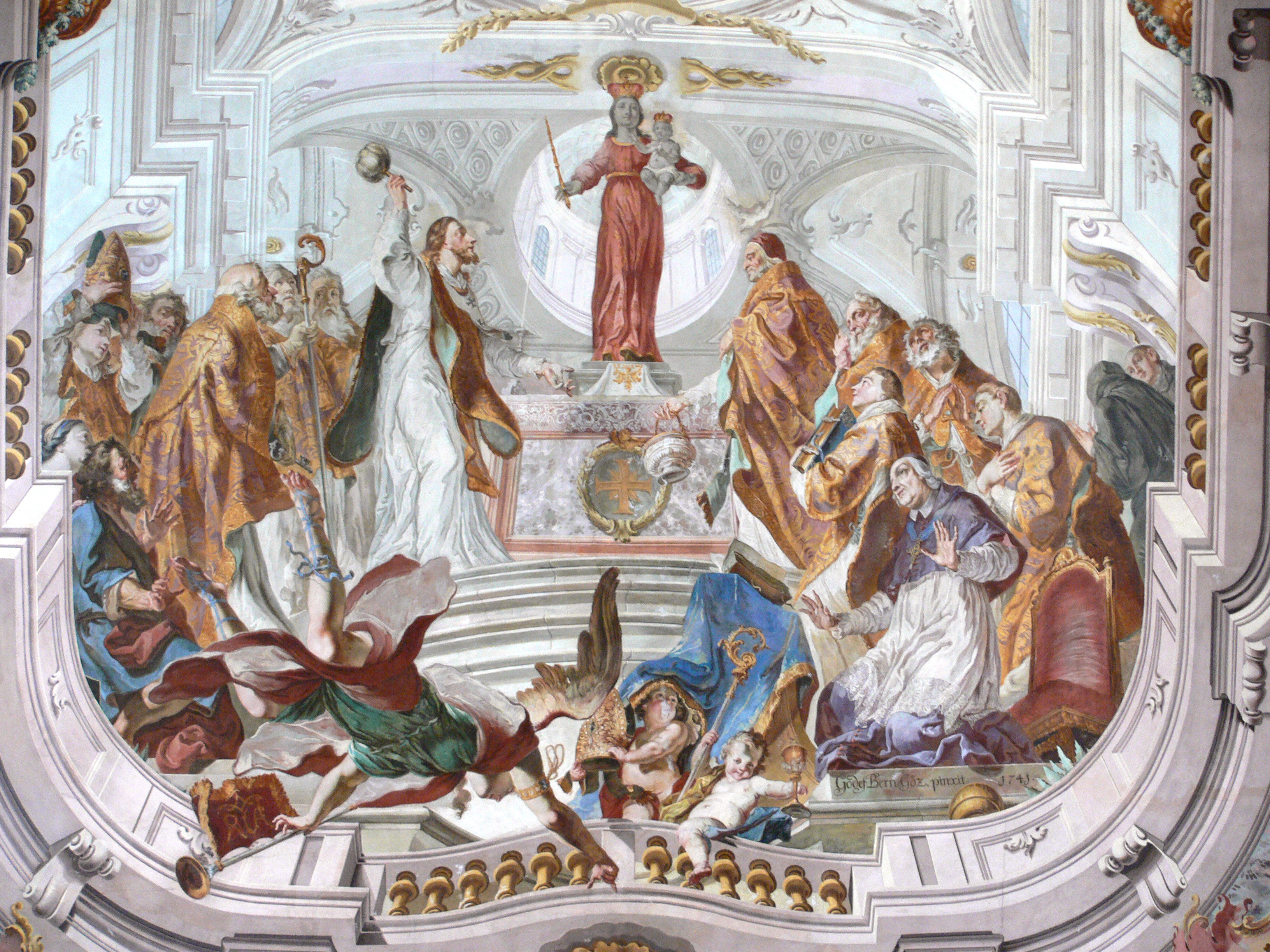
Deckenfresko von Gottfried Bernhard Göz in der Meersburger Schlosskirche, 1741

Die Einsiedler Engelweihe ist die Gründungslegende des Benediktinerklosters Einsiedeln in Einsiedeln im Schweizer Kanton Schwyz. Sie bezieht sich auf die Weihe der wiederhergestellten Kapelle des hl. Meinrad und der Klosterkirche der neu gegründeten Abtei im Jahr 948 und erzählt, Jesus Christus selbst habe diese Handlung unter Assistenz vieler Engel und Heiliger vollzogen. Erstmals bezeugt ist der Kern der Legende um 1150. Später war sie ein wesentlicher Faktor für den Aufstieg Einsiedelns zu einem bedeutenden überregionalen Wallfahrtsziel.
Auch das Einsiedler Kirchweihfest am 14. September wird Engelweihe genannt.

## Legende
Voll entwickelt findet sich die Legende in der lateinischen Einsiedler Chronik von Georg von Gengenbach (1378). Sie ist in der dort referierten (gefälschten) Bulle Papst Leos VIII. enthalten und um eine detaillierte «liturgische» Fortsetzung ergänzt.
In der auf 964 datierten Bulle gewährt Leo VIII. dem Kloster Einsiedeln ein unumschränktes Ablassprivileg und stellt es unter seinen besonderen Schutz. Zur Begründung dient die wundersame Weihe: Nach Fertigstellung der Einsiedler Marienkapelle – ein Anachronismus, da die Kapelle bis ins Hochmittelalter das Patrozinium Sancti Salvatoris trug – habe sich Bischof Konrad von Konstanz dorthin begeben, um am 14. September 948, dem Fest Kreuzerhöhung, im päpstlichen Auftrag und mit kaiserlicher Zustimmung in Gegenwart vieler Bischöfe und einer grossen Volksmenge die Weihe zu vollziehen. Jedoch während der Vigil zum Fest hätten er und einige Mönche des Klosters um Mitternacht einen wunderschönen Gesang gehört, und Konrad habe erkannt, dass Engel in der Marienkapelle das bei einer Kirchweihe vom Bischof vorzutragende Weihegebet sangen. Am nächsten Tag hätten die zur Weihe versammelten Kleriker bis zum Mittag auf den Bischof warten müssen und ihn schliesslich zur Weihehandlung gedrängt. Da hätten sie alle den dreimaligen Ruf vernommen: «Bruder, lass ab! Sie ist von Gott (divinitus) geweiht.» Daraufhin hätten alle Anwesenden voller Schrecken anerkannt, dass die Kapelle in Wahrheit vom Himmel her (caelitus) geweiht sei. Bischof Konrad sei nach Rom gereist, um das Geschehene vom Papst bestätigen zu lassen, was dieser nach Beratung mit zahlreichen Würdenträgern mit der vorliegenden Bulle tue.
Auf die Bulle lässt Georg von Gengenbach eine Beschreibung der himmlischen Weihe folgen, die Konrad von Konstanz selbst niedergeschrieben habe: Christus sei in einer violetten Kasel vom Himmel vor den Altar herabgestiegen; die vier Evangelisten hätten ihm beim Auf- und Absetzen der Mitra gedient; Engel mit Flügeln wie Baumäste hätten goldene Weihrauchgefässe herbeigetragen; der heilige Gregor habe den Wedel gehalten, der heilige Petrus den Hirtenstab. Die Heiligen Augustinus und Ambrosius hätten vor dem Herrn gestanden und die Jungfrau Maria, leuchtend wie ein Blitz, vor dem Altar. Der Erzengel Michael habe als Kantor gedient, die Epistel sei vom heiligen Stephanus, das Evangelium vom heiligen Laurentius gelesen worden. Sanctus und Agnus Dei seien in dem Anlass entsprechenden Abwandlungen gesungen worden.

## Ursprung und Rezeption
Die frühen Chroniken des Klosters Einsiedeln verzeichnen die Weihe am 14. September 948; von einem übernatürlichen Geschehen wissen sie nichts. Der älteste, äusserst knappe Hinweis findet sich in einem Exemplar des Chronicon von Hermann von Reichenau († 1054). Zum Jahr 948 ist dort die Weihe, zum Jahr 964 die päpstliche Bestätigung vermerkt, jeweils mit dem Adverb caelitus – «vom Himmel her». Beide Vermerke sind durch ihre gemeinsame Handschrift als Zusätze aus der Mitte des 12. Jahrhunderts erkennbar. Nicht lange vorher dürfte die päpstliche Bestätigungsbulle fingiert worden sein.
Einsiedler Mönche übernahmen damit für ihre Abtei ein Motiv, das zu dieser Zeit «in der Luft lag» und ähnlich wohl zuerst von Westminster Abbey, dann von zahlreichen weiteren Kirchen und Klöstern behauptet wurde.
Ihre eigentliche, über lokalpolitische Interessen hinausreichende Wirkung entfaltete die Engelweih-Legende für Einsiedeln erst im Spätmittelalter. Mehrere Päpste bestätigten im 15. Jahrhundert die vermeintlich von Leo VIII. verliehenen Privilegien. Für die Engelweih-Festtage des Jahres 1466 sind 130 000 Pilger verzeichnet. Noch heute heisst der 14. September in Einsiedeln Engelweihe und ist, besonders wenn er auf einen Sonntag fällt, eines der Hauptfeste des Jahres.